# Tococa erioneura
Tococa erioneura là một loài thực vật có hoa trong họ Mua. Loài này được (Cogn.) Wurdack miêu tả khoa học đầu tiên năm 1964.